# Europaspiele 2023/Badminton – Damendoppel
Bei den Europaspielen 2023 wurden vom 26. Juni bis zum 2. Juli 2023 in Tarnów fünf Wettbewerbe im Badminton ausgetragen. Folgend die Ergebnisse im Damendoppel.

## Setzliste
1. Gabriela Stoewa / Stefani Stoewa
2. Maiken Fruergaard / Sara Thygesen
3. Margot Lambert / Anne Tran
4. Debora Jille / Cheryl Seinen

## Gruppenphase

### Gruppe A
| Platz | Team                                  | Pld | W | L | MF | MA | MD | GF | GA | GD | PF  | PA  | PD  | Qualifikation |
| ----- | ------------------------------------- | --- | - | - | -- | -- | -- | -- | -- | -- | --- | --- | --- | ------------- |
| 1     | Gabriela Stoewa Stefani Stoewa        | 3   | 3 | 0 | 0  | 0  | 0  | 6  | 0  | +6 | 126 | 46  | +80 | j             |
| 2     | Kati-Kreet Marran Helina Rüütel       | 3   | 2 | 1 | 0  | 0  | 0  | 4  | 2  | +2 | 111 | 92  | +19 | j             |
| 3     | Dominika Kwaśnik Kornelia Marczak (H) | 3   | 1 | 2 | 0  | 0  | 0  | 2  | 4  | −2 | 76  | 109 | −33 |               |
| 4     | Marie Christensen Aimee Hong          | 3   | 0 | 3 | 0  | 0  | 0  | 0  | 6  | −6 | 60  | 126 | −66 |               |

| Datum    |                                 | Ergebnis |                                   | 1. Satz | 2. Satz | 3. Satz |
| -------- | ------------------------------- | -------- | --------------------------------- | ------- | ------- | ------- |
| 26. Juni | Marie Christensen Aimee Hong    | 0–2      | Kati-Kreet Marran Helina Rüütel   | 15–21   | 11–21   |         |
| 26. Juni | Gabriela Stoewa Stefani Stoewa  | 2–0      | Dominika Kwaśnik Kornelia Marczak | 21–4    | 21–6    |         |
| 27. Juni | Marie Christensen Aimee Hong    | 0–2      | Dominika Kwaśnik Kornelia Marczak | 8–21    | 17–21   |         |
| 27. Juni | Gabriela Stoewa Stefani Stoewa  | 2–0      | Kati-Kreet Marran Helina Rüütel   | 21–15   | 21–12   |         |
| 28. Juni | Gabriela Stoewa Stefani Stoewa  | 2–0      | Marie Christensen Aimee Hong      | 21–2    | 21–7    |         |
| 28. Juni | Kati-Kreet Marran Helina Rüütel | 2–0      | Dominika Kwaśnik Kornelia Marczak | 21–17   | 21–7    |         |

### Gruppe B
| Platz | Team                                  | Pld | W | L | MF | MA | MD | GF | GA | GD | PF  | PA  | PD  | Qualifikation |
| ----- | ------------------------------------- | --- | - | - | -- | -- | -- | -- | -- | -- | --- | --- | --- | ------------- |
| 1     | Maiken Fruergaard Sara Thygesen       | 3   | 3 | 0 | 0  | 0  | 0  | 6  | 0  | +6 | 126 | 57  | +69 | j             |
| 2     | Julie MacPherson Ciara Torrance       | 3   | 2 | 1 | 0  | 0  | 0  | 4  | 2  | +2 | 100 | 101 | −1  | j             |
| 3     | Marija Stoljarenko Jelisaweta Scharka | 3   | 1 | 2 | 0  | 0  | 0  | 2  | 4  | −2 | 98  | 116 | −18 |               |
| 4     | Martina Corsini Judith Mair           | 3   | 0 | 3 | 0  | 0  | 0  | 0  | 6  | −6 | 76  | 126 | −50 |               |

| Datum    |                                       | Ergebnis |                                       | 1. Satz | 2. Satz | 3. Satz |
| -------- | ------------------------------------- | -------- | ------------------------------------- | ------- | ------- | ------- |
| 26. Juni | Maiken Fruergaard Sara Thygesen       | 2–0      | Martina Corsini Judith Mair           | 21–8    | 21–11   |         |
| 26. Juni | Marija Stoljarenko Jelisaweta Scharka | 0–2      | Julie MacPherson Ciara Torrance       | 17–21   | 17–21   |         |
| 27. Juni | Maiken Fruergaard Sara Thygesen       | 2–0      | Julie MacPherson Ciara Torrance       | 21–10   | 21–6    |         |
| 27. Juni | Marija Stoljarenko Jelisaweta Scharka | 2–0      | Martina Corsini Judith Mair           | 21–14   | 21–18   |         |
| 28. Juni | Maiken Fruergaard Sara Thygesen       | 2–0      | Marija Stoljarenko Jelisaweta Scharka | 21–9    | 21–13   |         |
| 28. Juni | Julie MacPherson Ciara Torrance       | 2–0      | Martina Corsini Judith Mair           | 21–11   | 21–14   |         |

### Gruppe C
| Platz | Team                     | Pld | W | L | MF | MA | MD | GF | GA | GD | PF  | PA  | PD  | Qualifikation |
| ----- | ------------------------ | --- | - | - | -- | -- | -- | -- | -- | -- | --- | --- | --- | ------------- |
| 1     | Margot Lambert Anne Tran | 3   | 3 | 0 | 0  | 0  | 0  | 6  | 0  | +6 | 126 | 63  | +63 | j             |
| 2     | Linda Efler Isabel Lohau | 3   | 2 | 1 | 0  | 0  | 0  | 4  | 2  | +2 | 116 | 93  | +23 | j             |
| 3     | Moa Sjöö Tilda Sjöö      | 3   | 1 | 2 | 0  | 0  | 0  | 2  | 4  | −2 | 84  | 109 | −25 |               |
| 4     | Kate Frost Moya Ryan     | 3   | 0 | 3 | 0  | 0  | 0  | 0  | 6  | −6 | 65  | 126 | −61 |               |

| Datum    |                          | Ergebnis |                          | 1. Satz | 2. Satz | 3. Satz |
| -------- | ------------------------ | -------- | ------------------------ | ------- | ------- | ------- |
| 26. Juni | Moa Sjöö Tilda Sjöö      | 0–2      | Linda Efler Isabel Lohau | 12–21   | 14–21   |         |
| 26. Juni | Margot Lambert Anne Tran | 2–0      | Kate Frost Moya Ryan     | 21–7    | 21–8    |         |
| 27. Juni | Margot Lambert Anne Tran | 2–0      | Linda Efler Isabel Lohau | 21–16   | 21–16   |         |
| 27. Juni | Moa Sjöö Tilda Sjöö      | 2–0      | Kate Frost Moya Ryan     | 21–14   | 21–11   |         |
| 28. Juni | Margot Lambert Anne Tran | 2–0      | Moa Sjöö Tilda Sjöö      | 21–7    | 21–9    |         |
| 28. Juni | Linda Efler Isabel Lohau | 2–0      | Kate Frost Moya Ryan     | 21–17   | 21–8    |         |

### Gruppe D
| Platz | Team                                | Pld | W | L | MF | MA | MD | GF | GA | GD | PF  | PA  | PD  | Qualifikation |
| ----- | ----------------------------------- | --- | - | - | -- | -- | -- | -- | -- | -- | --- | --- | --- | ------------- |
| 1     | Debora Jille Cheryl Seinen          | 3   | 3 | 0 | 0  | 0  | 0  | 6  | 0  | +6 | 126 | 84  | +42 | j             |
| 2     | Clara Azurmendi Beatriz Corrales    | 3   | 2 | 1 | 0  | 0  | 0  | 4  | 3  | +1 | 128 | 104 | +24 | j             |
| 3     | Keisha Fatimah Az Zahra Era Maftuha | 3   | 1 | 2 | 0  | 0  | 0  | 2  | 5  | −3 | 102 | 141 | −39 |               |
| 4     | Serena Au Yeong Katharina Hochmeir  | 3   | 0 | 3 | 0  | 0  | 0  | 2  | 6  | −4 | 130 | 157 | −27 |               |

| Datum    |                                     | Ergebnis |                                     | 1. Satz | 2. Satz | 3. Satz |
| -------- | ----------------------------------- | -------- | ----------------------------------- | ------- | ------- | ------- |
| 26. Juni | Debora Jille Cheryl Seinen          | 2–0      | Serena Au Yeong Katharina Hochmeir  | 21–16   | 21–17   |         |
| 26. Juni | Clara Azurmendi Beatriz Corrales    | 2–0      | Keisha Fatimah Az Zahra Era Maftuha | 21–5    | 21–17   |         |
| 27. Juni | Debora Jille Cheryl Seinen          | 2–0      | Keisha Fatimah Az Zahra Era Maftuha | 21–10   | 21–12   |         |
| 27. Juni | Clara Azurmendi Beatriz Corrales    | 2–1      | Serena Au Yeong Katharina Hochmeir  | 15–21   | 21–11   | 21–8    |
| 28. Juni | Debora Jille Cheryl Seinen          | 2–0      | Clara Azurmendi Beatriz Corrales    | 21–12   | 21–17   |         |
| 28. Juni | Keisha Fatimah Az Zahra Era Maftuha | 2–1      | Serena Au Yeong Katharina Hochmeir  | 16–21   | 21–19   | 21–17   |

## Endrunde
|  | Viertelfinale | Viertelfinale                    | Viertelfinale              | Viertelfinale | Viertelfinale                  |    |                            | Halbfinale                     | Halbfinale | Halbfinale | Halbfinale | Halbfinale |  |  | Finale | Finale | Finale | Finale | Finale |
|  |               |                                  |                            |               |                                |    |                            |                                |            |            |            |            |  |  |        |        |        |        |        |
|  | 1             | Gabriela Stoewa Stefani Stoewa   | 21                         | 21            |                                |    |                            |                                |            |            |            |            |  |  |        |        |        |        |        |
|  |               | Clara Azurmendi Beatriz Corrales | 14                         | 14            |                                |    |                            |                                |            |            |            |            |  |  |        |        |        |        |        |
|  |               | Clara Azurmendi Beatriz Corrales | 14                         | 14            | Gabriela Stoewa Stefani Stoewa | 17 | 21                         | 21                             |            |            |            |            |  |  |        |        |        |        |        |
|  |               |                                  |                            |               |                                | 17 | 21                         | 21                             |            |            |            |            |  |  |        |        |        |        |        |
|  |               |                                  | Margot Lambert Anne Tran   | 21            | 14                             | 12 |                            |                                |            |            |            |            |  |  |        |        |        |        |        |
|  | 3             | Margot Lambert Anne Tran         | Margot Lambert Anne Tran   | 21            | 14                             | 12 | 21                         | 16                             | 21         |            |            |            |  |  |        |        |        |        |        |
|  | 3             | Margot Lambert Anne Tran         |                            |               |                                |    |                            | 16                             | 21         |            |            |            |  |  |        |        |        |        |        |
|  |               | Julie MacPherson Ciara Torrance  | 13                         | 21            | 13                             |    |                            |                                |            |            |            |            |  |  |        |        |        |        |        |
|  |               |                                  |                            |               |                                |    |                            | Gabriela Stoewa Stefani Stoewa | 21         | 21         |            |            |  |  |        |        |        |        |        |
|  |               |                                  | Debora Jille Cheryl Seinen | 7             | 17                             |    |                            |                                |            |            |            |            |  |  |        |        |        |        |        |
|  |               | Kati-Kreet Marran Helina Rüütel  | 21                         | 16            | 17                             |    |                            |                                |            |            |            |            |  |  |        |        |        |        |        |
|  | 4             | Debora Jille Cheryl Seinen       | 19                         | 21            | 21                             |    |                            |                                |            |            |            |            |  |  |        |        |        |        |        |
|  | 4             | Debora Jille Cheryl Seinen       | 19                         | 21            | 21                             |    | Debora Jille Cheryl Seinen | 21                             | 19         | 21         |            |            |  |  |        |        |        |        |        |
|  |               |                                  |                            |               |                                |    | Debora Jille Cheryl Seinen | 21                             | 19         | 21         |            |            |  |  |        |        |        |        |        |
|  |               |                                  | Linda Efler Isabel Lohau   | 14            | 21                             | 17 |                            |                                |            |            |            |            |  |  |        |        |        |        |        |
|  |               | Linda Efler Isabel Lohau         | Linda Efler Isabel Lohau   | 14            | 21                             | 17 | 16                         | 23                             | 21         |            |            |            |  |  |        |        |        |        |        |
|  |               |                                  |                            |               |                                |    | 16                         | 23                             | 21         |            |            |            |  |  |        |        |        |        |        |
|  | 2             | Maiken Fruergaard Sara Thygesen  | 21                         | 21            | 16                             |    |                            |                                |            |            |            |            |  |  |        |        |        |        |        |